# Mesoleius minor
Mesoleius minor är en stekelart som först beskrevs av William Harris Ashmead 1902.  Mesoleius minor ingår i släktet Mesoleius och familjen brokparasitsteklar. Inga underarter finns listade i Catalogue of Life.